# Hans Trier Hansen
Hans Trier Hansen (Vallekilde, Odsherred, 15 de maig de 1893 – Hørve, Odsherred, 12 de setembre de 1980) va ser un gimnasta artístic danès que va competir a començaments del segle xx.
El 1912 va prendre part en els Jocs Olímpics d'Estocolm, on va guanyar la medalla de plata en el concurs per equips, sistema suec del programa de gimnàstica.
Vuit anys més tard, un cop superada la Primera Guerra Mundial, va prendre part en els Jocs d'Anvers, on guanyà la medalla d'or en el concurs per equips, sistema lliure del programa de gimnàstica.